# 俄羅斯大百科全書
《俄羅斯大百科全書》（俄语：Большая российская энциклопедия；拉丁化：Bol'shaya rossiyskaya enciklopediya），2004年出版的30冊套裝俄羅斯文百科全書，由80名俄羅斯科學院成員編寫，主編是俄羅斯科學院主席尤里·奧西波夫，其中2名成員是諾貝爾物理學獎得獎者若雷斯·阿爾費羅夫、維塔利·金兹堡。

## 外部連結
- （俄文）官網（页面存档备份，存于）
- bigenc.ru網站線上閲讀（页面存档备份，存于）
- bre.mkrf.ru網站線上閲讀（页面存档备份，存于）